# Sideritis mugronensis
El rabogato (Sideritis mugronensis) es una planta de la familia de las lamiáceas, endémica del sureste ibérico. A veces se considera subespecie de Sideritis tragoriganum.

## Descripción
Planta muy ramificada de unos 20-30 cm de largo, verde grisácea. Hojas 10-20 mm de largo, lanceoladas, mucronado-espinosas, pelos laxos y glángulas. Tallos densamente vellosos, glandulosos, heterótricos y tomentosos en el eje de la inflorescencia. Flores en espigas cortas con 6-8 verticilastros distanciados de 6 flores cada uno; brácteas vellosas con los pelos largos aplicados, las inferiores aovado-lanceoladas con el diente terminal largo, lanceolado, que sobrepasa las flores, las superiores aovado-cordiformes, todas con 4-5 dientes espinosos a cada lado. Flores con cálices vellosos, tubuloso-acampanados, con los dientes espinosos la mitad de largos que el tubo; corola amarillenta y saliente. Un buen carácter para diferenciar esta especie de las vecinas S. angustifolia y S. tragoriganum es la pequeñez de sus verticilastros.

## Hábitat y distribución
Aparece preferentemente en suelos calizos mediterráneos o litosuelos, también en bordes de caminos, acompañando a encinas y pinos. Endemismo español localizado en la parte oriental de la provincia de Albacete, aproximadamente desde la Sierra de Chinchilla hasta zonas limítrofes de Valencia, Alicante y Murcia. Otras plantas que la acompañan suelen ser: Genista pumila subsp. pumila, Lavandula latifolia, Teucrium gnaphalodes, Rhamnus alaternus, Stipa tenacissima, Astragalus incanus, Bupleurum rigidum,  Thymus vulgaris, Teucrium capitatum subsp. gracillimum, Genista scorpius, etc.

## Usos
Uso local como saborizante. Usos terapéuticos: antiinflamatorio, espasmolítico, digestivo, antiulceroso, cicatrizante. Antiséptico y antibacteriano.  Antifúngico y antiviral, diurético, antioxidante, anorexígeno, insecticida. Posee el diterpenoide borjatriol.